# Ipomoea cholulensis
Ipomoea cholulensis är en vindeväxtart som beskrevs av Carl Sigismund Kunth. Ipomoea cholulensis ingår i släktet praktvindor, och familjen vindeväxter. Inga underarter finns listade i Catalogue of Life.